# Lhunzhe
 Lhünzê é uma pequena cidade e "township" no Tibete, na China.